# Мег Вајт
Меган Марта Вајт (енгл. Megan Martha White; Грос Појнт Фармс, 10. децембар 1974) америчка је бубњарка и пратећи вокал детроитског рок дуета The White Stripes.
Почетком 1990-их је Мег Вајт радила као конобарица у Детроиту и тако упознала Џека Џилиса. Њих двоје су се венчали 1996. године, а Џек је преузео њено презиме. Након што ју је Џек чуо како свира бубњеве, заједно су основали The White Stripes. Публици су се представљали као брат и сестра. Године 2000. су се развели, али су наставили да заједно наступају. Годину дана касније The White Stripes је са својим трећим албумом The White Blood Cells постао светски хит.
Мег Вајт је, за разлику од Џека, несклона давању интервјуа и изјава па се релативно мало зна о њеном приватном животу. Хоби су јој фотографија и таксидермија.